# Каспар (ТВ филм)
„Каспар” је југословенски ТВ филм из 1974. године. Режирао га је Владимир Герић а сценарио је написан по тексту Петера Хандкеа.

## Улоге
| Глумац        | Улога         |
| ------------- | ------------- |
| Ивица Видовић | Каспар Хаузер |